# 付け合わせ

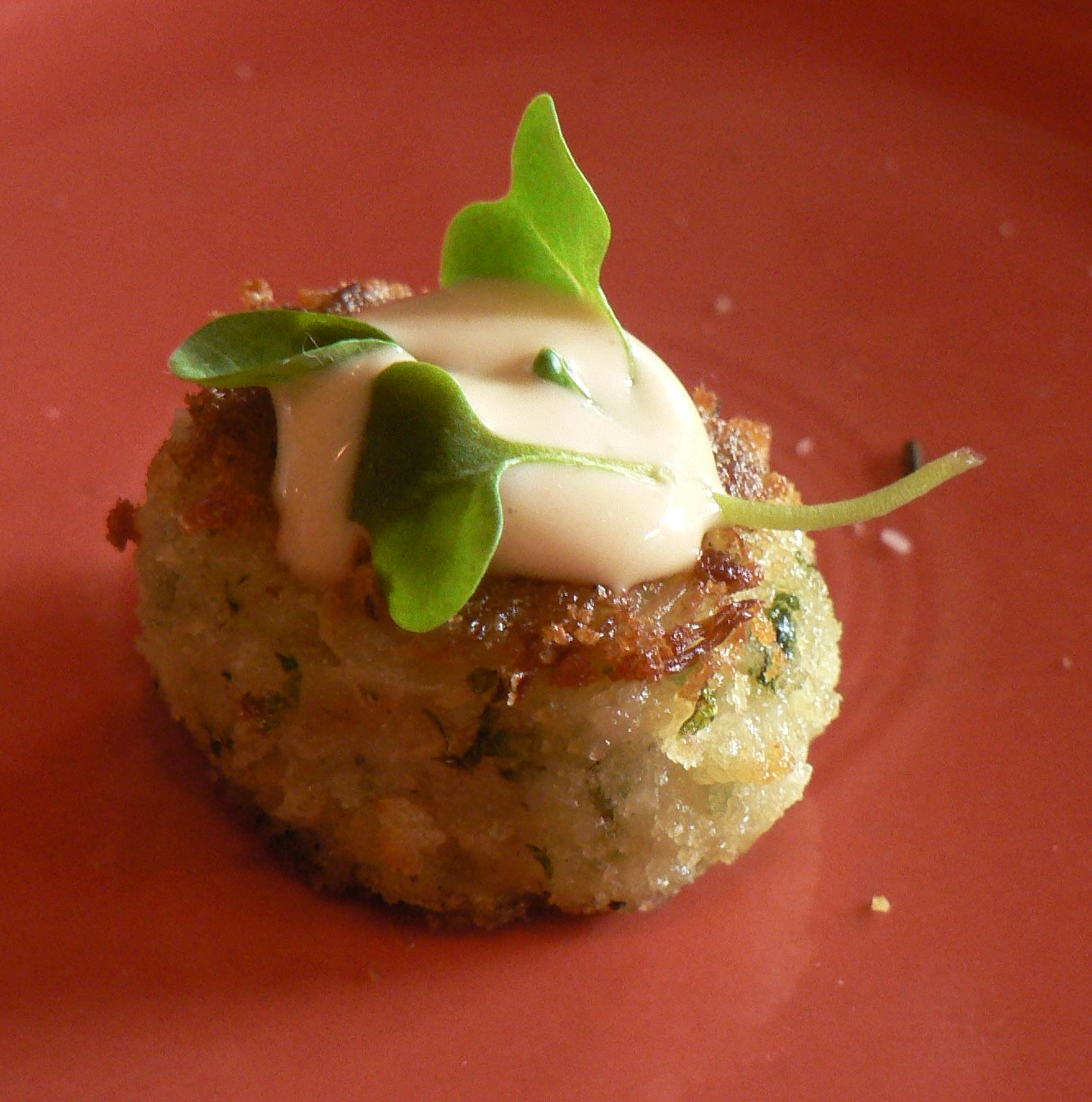
クリームソースをかけ、小さな葉を添えたクラブケーキ

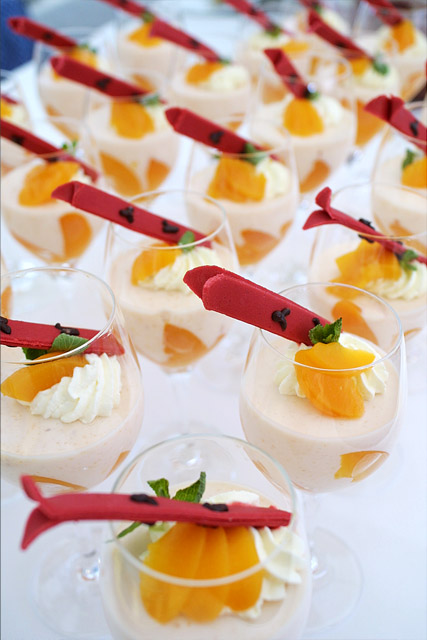
桃のムースにホイップクリームやミントの葉を添えたデザート

付け合わせ（つけあわせ、英語: garnish）は、料理や飲み物に対して飾りとして添える食材や物体のこと。日本では主に、料理の味を引き立たせるために添える食材を指す。多くの場合、付け合わせは料理の味わいや彩りを良くするために加えられる。付け合わせとして使用される食材はフランス語で付け合わせを意味する「ガルニ（garni、garniture - ガルニチュールの略）」と呼ばれた。

## 概要
付け合わせの多くは食べることを意図して添えられたものではないが、食べることを意図して添えられる付け合わせも存在する。パセリは伝統的な付け合わせの例である。パセリは葉の形状や茎が固いことを利用して、付け合わせとして利用されてきた。

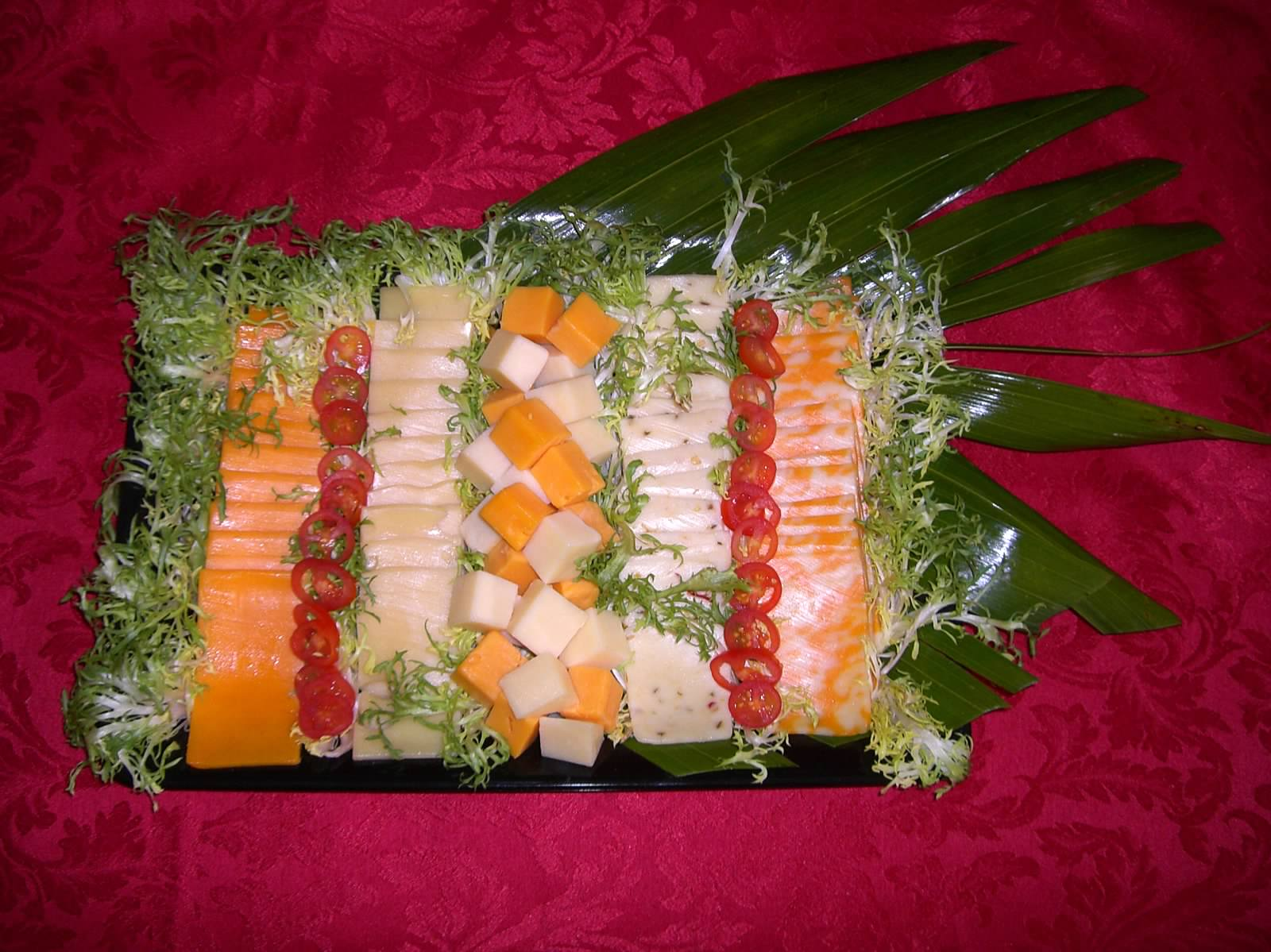
トマトとチコリーを添えたチーズトレイ

付け合わせは料理や飲物の印象をよりよいものにする働きを持つ。例として、パプリカをサーモンサラダに散らすことで料理の配色を良くすることができる。チャイブをジャガイモの周りに散らすことで色のコントラストを作ることが可能になるし、カクテル傘をカクテルの上部に飾る、マイタイにトロピカルフルーツを上部に飾ることでカクテルの見た目をより美しいものにすることができる。寿司にプラスチック製のバランやシソを添えることで色彩のコントラストを作ることが可能になる。時に、付け合わせや薬味は料理の外見を完成させるために使用されることがある。例として、フランス料理のアントレではソースをかけパセリの小房を上に付け合わせとして飾る。
また、特定の付け合わせなしでは料理が完成したとみなされないような特殊な料理も存在する。例としては、バナナスプリットサンデーの上にチェリーを飾る、バッファローウィングにセロリスティックを添えてブルーチーズドレッシングをかけるといったものがある。
この他、弁当において肉料理や揚げ物の下にスパゲッティを付け合わせとして敷くことがあり、上述のガルニチュールから「ガロニ」と呼ばれる。これは料理の熱が弁当の容器に伝わらないようにすることで、料理の変質やプラスチック容器の溶解を防ぐほか、料理の余分な油分やソースを吸い取ることでベタベタになるのを防ぎ、これらを吸ったスパゲッティ自体もおかずとして食べられるようにする、また持ち帰る際に料理を動かないよう安定させる役目を持つ。